# János Hock

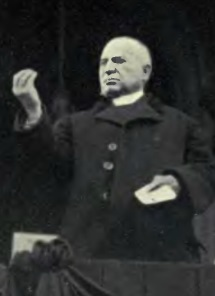
János Hock (1918)

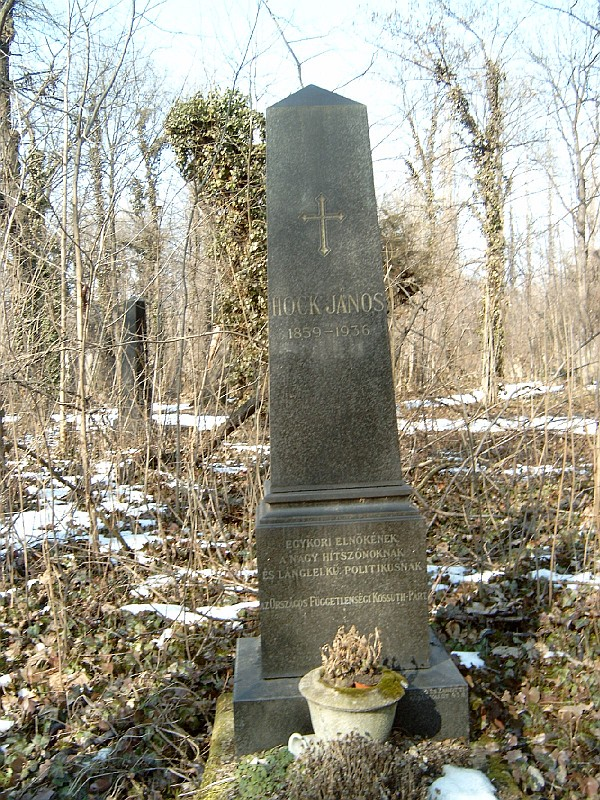
János Hock, Grabstelle auf dem Kerepesi temető

János Hock (* 31. Dezember 1859 in Devecser; † 10. Oktober 1936 in Budapest) war ein ungarischer katholischer Priester, Journalist, Schriftsteller und Politiker.

## Leben
János Hock war katholischer Geistlicher und ein wortgewaltiger Redner, der auch Gedichte und Novellen schrieb. Wegen einer Frauengeschichte wurde seine Karriere im kirchlichen Dienst gebremst, und Hock, der weiterhin eine Budapester Pfarre hatte, ging in die Politik. Ab 1887 war er Parlamentsabgeordneter im Ungarischen Reichstag, zuletzt als Mitglied der Ungarischen Unabhängigkeitspartei. Während der Asternrevolution wurde er am 23. Oktober 1918 Mitglied und am 30. Oktober Vorsitzender des Ungarischen Nationalrats. In dieser Funktion vereidigte er am 1. November 1918 Mihály Károlyi als Ministerpräsidenten. Dieser bildete mit den Vertretern der drei Parteien des Nationalrats, der Függetlenségi és 48-as Párt (Partei der Unabhängigkeit und der 48-er), der Polgári Radikális Párt (Bürgerlich-Radikale Partei) und der Magyarországi Szociáldemokrata Párt (Ungarische Sozial-Demokratische Partei), eine Regierung, in der Hock Stellvertreter Károlyis war. Hock nahm auch die Funktion eines Staatspräsidenten wahr.
Am 16. November 1918 übertrugen die nach dem undemokratischen Wahlrecht der K.u.k. Monarchie gewählten Abgeordneten des ungarischen Parlaments, das noch in der Zusammensetzung aus der Zeit vor 1914 tagte, die oberste Staatsgewalt auf die Károlyi-Regierung, die die Ungarische Demokratische Republik ausrief. Die Károlyi-Regierung wurde bereits am 21. März 1919 durch die Ungarische Räteregierung unter Béla Kun abgelöst. 
Im Juli 1919 verließ Hock Ungarn, ging in die Tschechoslowakei und von dort nach Wien. Nach der Beseitigung der Räteregierung durch rumänische Truppen im August 1919 übernahm Admiral Miklós Horthy die Macht in Ungarn und reinstallierte das Königreich Ungarn mit ihm selbst als Reichsverweser. Horthys Truppen nahmen blutige Rache für die revolutionären Ereignisse und für die mehr als 600 Mordopfer, die durch den Terror der Räteregierung umgekommen waren, und ließen den Terror im Lande zu, bei dem es zu antisemitischen Pogromen kam, so auch in Orgovány.
Gemeinsam mit Béla Linder, Pál Szende, Oszkár Jászi und Károlyi richtete er am 19. März 1922 einen Appell An die demokratische und pazifistische Öffentlichkeit der Welt, der in Ungarisch, Englisch und Französisch veröffentlicht und in die meisten europäischen Sprachen übersetzt wurde. In ihm wurde nicht nur der Terror, sondern auch die Restauration feudaler Verhältnisse im Horthy-Ungarn angeprangert.
Bei seiner Rückkehr nach Ungarn wurde Hock wegen seiner publizistischen Angriffe auf das Horthy-Regime inhaftiert. Er wurde später begnadigt.

## Schriften (Auswahl)
- De profundis. Gedichte. Budapest 1882
- Imakönyv. Athenaeum, Budapest 1892
- Szivárvány. Athenaeum, Budapest 1894
- Vigasztalások könyve. Budapest 1896
- Művészeti reform. Budapest 1889
- Rákócziné. Athenaeum, Budapest 1905
- Jézus élete.  Athenaeum, Budapest 1905
- Virágmesék. E.- Prager-Verlag, 1931
- Börtönvirágok. Budapest 1935
- Az élet könyve. 1936